# 偏硼酸钠
偏硼酸钠(NaBO2)是一种无色固态化合物。 

## 制备
偏硼酸钠是通过熔合碳酸钠和硼砂制备的。另一种制备该化合物的方法是在700℃熔合四硼酸钠与氢氧化钠。

## 用途
偏硼酸钠被用于硼硅酸盐玻璃的制造。它也是除草剂和防冻剂的组分之一。